# Luzzasco Luzzaschi

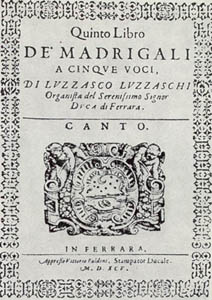
El cinquè llibre de madrigals de Luzzasco Luzzaschi

Luzzasco Luzzaschi (Ferrara, circa 1545 - Ferrara, 10 de setembre de 1607) va ser un compositor, organista i pedagog italià del Renaixement tardà. Probablement va viure a Ferrara tota la vida.
Tot i que se'l coneix sobretot com a madrigalista, era també organista i pedagog (entre els seus alumnes trobem Girolamo Frescobaldi). Va estudiar amb Cipriano de Rore per esdevenir organista a la cort del duc Alfons II Este, per a qui va escriure la majoria de les composicions.
Luzzaschi va compondre set llibres de madrigals per a cinc veus, que inclouen els famosos Madrigali... per cantare, et sonare, a uno, e doi, e tre soprani (1601). A diferència de diversos madrigalistes de la seva època, Luzzaschi utilitza una línia de soprano rica en ornaments, que anticipa l'estil del primer barroc. Un altre punt distintiu de l'obra de Luzzaschi és l'existència de particions de música per a teclat.
Luzzaschi va ser director del famós Concert delle donne per a les quals compongué madrigals, entre els quals hi ha els esmentats de 1601. Els seus treballs per a aquestes cantants d'excepció van ser probablement l'origen de la seva rica obra vocal.
A part dels madrigals, Luzzaschi va compondre música sacra i va publicar una col·lecció de motets en cinc parts el 1598.